# Yom HaZikaron
La ricorrenza dello Yom HaZikaron (in ebraico יום הזיכרון "Giorno del Ricordo") è una della date commemorative più importanti per i cittadini israeliani ed in generale per tutti gli ebrei.

## Celebrazione
Si celebra tutti gli anni il quarto giorno di Iyar (mese del calendario ebraico), ed è dedicato a tutti coloro che sono caduti nelle guerre che lo Stato d’Israele ha dovuto affrontare per sopravvivere e mantenere la propria indipendenza. Vengono quindi ricordati i soldati e i tutte le vittime delle guerre e del terrorismo. La giornata si apre con una sirena la sera precedente alle 20:00 (ore israeliane), dato che nel sistema del calendario ebraico i giorni iniziano al tramonto. La sirena si sente in tutto il paese e dura un minuto, durante il quale ogni cittadino si ferma, qualsiasi cosa stia facendo, e in silenzio si ricordano i caduti. Per legge, tutti i luoghi di intrattenimento sono chiusi alla vigilia di Yom HaZikaron. I programmi televisivi regolari cessano per un giorno e i nomi e il grado di ogni soldato morto per Israele vengono visualizzati in una trasmissione televisiva di 24 ore.
Una sirena suona alle 11:00 del mattino seguente, dando inizio ad un silenzio di due minuti, durante il quale tutte le attività e il traffico si interrompono. Tale suono inaugura l'apertura delle cerimonie commemorative ufficiali e dei raduni privati di commemorazione in ogni cimitero dove sono sepolti i soldati. Le cerimonie commemorative nazionali si svolgono alla presenza dei massimi dirigenti israeliani e del personale militare. Le candele commemorative vengono accese nelle case, nelle basi militari, nelle scuole, nelle sinagoghe e nei luoghi pubblici e le bandiere vengono abbassate. 
Per tutto il giorno, i militari in servizio e in pensione prestano servizio come guardie d'onore ai monumenti ai caduti in tutto il paese e le famiglie dei caduti partecipano alle cerimonie commemorative nei cimiteri militari. Molti ebrei religiosi recitano preghiere per le anime dei soldati caduti. La cerimonia ufficiale per celebrare l'apertura della giornata si svolge presso il Muro Occidentale a Gerusalemme. La giornata si conclude ufficialmente al tramonto (tra le 19:00 e le 20:00) in una cerimonia al cimitero militare nazionale sul Monte Herzl. Finendo al tramonto, lo stato d'animo cupo e riflessivo di Yom HaZikaron lascia il posto alla celebrazione di Yom HaAtzmaut (Giorno dell’indipendenza), una transizione che sottolinea il legame duraturo tra il sacrificio dei soldati caduti e la continua esistenza dello Stato di Israele.